# Журавель Іван Володимирович
Іван Володимирович Журавель (29 грудня 1905, місто Могилів-Подільський, тепер Вінницької області — ?) — український компартійний діяч, 2-й секретар Ровенського обкому КПУ. Депутат Верховної Ради УРСР 4-го скликання.

## Біографія
Член ВКП(б) з 1925 року.
Перебував на партійній роботі.
З 1941 по 1942 рік служив у Червоній армії на політичній роботі, був молодшим політруком 426-го стрілецького полку. Учасник німецько-радянської війни. У 1942 році був поранений, лікувався в евакуаційному госпіталі № 1356, потім був демобілізований.
У лютому (затверджений в серпні) 1944 — листопаді 1946 року — завідувач сільськогосподарського відділу Ровенського обласного комітету КП(б)У.
У листопаді (затв.) 1946 — 12 лютого 1951 року — 3-й секретар Ровенського обласного комітету КП(б)У.
12 лютого 1951 — 16 грудня 1955 року — 2-й секретар Ровенського обласного комітету КПУ.
16 грудня 1955 — 1958 року — 1-й заступник голови виконавчого комітету Ровенської обласної ради депутатів трудящих.

## Звання
- капітан

## Нагороди
- два ордени Трудового Червоного Прапора (23.01.1948, 26.02.1958)
- ордени
- медалі